# Рорі Макілрой
Ро́рі Ма́кілрой (англ. Rory McIlroy; нар. 4 травня 1989, Голівуд, графство Даун, Північна Ірландія) — північноірландський професійний гольфіст, переможець 5 «мейджорів», кавалер ордену Британської імперії. Серед досягнень Макілроя кар'єрний грендслем, тобто виграш усіх чотирьох мейджорів. Він уперше очолив світовий рейтинг 3 серпня 2014 року, і очолював його з перервами  дев'ять разів (станом на 2025 рік).

## Біографія
Народився в Голівуді, Північна Ірландія. Єдина дитина у католицькій сім'ї Рози (до шлюбу Макдональд) і Джеррі Макілроїв. Саме батько Джеррі навчив Рорі грати в гольф у ранньому віці й став його першим тренером. 
Професіоналом Рорі Макілрой став у 2007 році. Свій перший «мейджор» 22-річний Рорі виграв у 2011 році, це був Відкритий чемпіонат США. При цьому Макілрой встановив рекорд турніру, який проводиться з 1895 року, пройшовши поле з результатом 16 нижче пару. В 2012 році північноірландець виграв PGA Championship, а в 2014 році зміг виграти одразу два «мейджори» — Відкритий чемпіонат і PGA Championship. Мастерз Макілрой виграв 2025 року, ставши тільки шостим  гравцем в історії, якому підкорився грандслем. 
Вперше очолив світовий рейтинг 4 березня 2012 року, але втратив перше місце вже через два тижні. З серпня 2012 року по березень 2013 року очолював рейтинг 39 тижнів підряд, після чого поступився лідерством Тайґеру Вудсу. 4 серпня 2014 року повернув собі лідерство в рейтингу, обійшовши австралійця Адама Скотта.
Макілрой виграв FedEx Cup 2016, 2019 та 2022 року. 
У 2010, 2012 та 2014 роках Макілрой ставав переможцем Кубка Райдера у складі збірної Європи. Збірна Європи з Макілроєм  виграла також 2018 та 2023 років, але поступилася в 2016-му та 2020-му.
Сам себе Рорі називає і британцем, і ірландцем, і північноірландцем. Має британське громадянство. У 2012 році заявив, що планує виступити за Велику Британію на Олімпійських іграх 2016 року, але потім його позиція змінилась, і вже влітку 2014 року Рорі сказав, що швидше за все зіграє під ірландським прапором, якщо зуміє пройти кваліфікацію. Макілрой, який на аматорському рівні виступав за Ірландію, заявив, що багато думав над вибором, розглядав навіть варіант своєї неучасті, щоб не образити нікого. Врешті ситуація розв'язалася тим, що Макілрой, як і дехто з інших провідних гравців, відмовився від участі в Олімпіаді через страх перед комарами, переносниками вірусу Зіка. На Токійській олімпіаді 2021 року  він грав під прапором Ірландії,  фінішував з третім результатом, але програв у плейофі за бронзову медаль. На Паризькій олімпіаді 2024 року, він знову представляв Ірландію і розділив п'яте місце.

## Особисте життя
У 2011-2014 роках зустрічався з данською тенісисткою Каролін Возняцкі. В кінці 2013 року запропонував шлюб, Возніцкі погодилась. Однак у травні 2014 року пара розійшлась. У квітні 2017 року Макілрой одружився з Ерікою Столл, співробітницею  Американської асоціації гольфістів-професіоналів. У 2020 році в них народилася дочка.

## Захоплення
Макілрой є шанувальником футбольного клубу «Манчестер Юнайтед» і регбійного клубу «Ольстер». Також він посол ірландського національного комітету ЮНІСЕФ. У травні 2013 року портал SportsPro і Eurosport поставили Рорі на третє місце в рейтингу найпривабливіших з точки зору маркетингу спортсменів світу після тільки зірок футболу Ліонеля Мессі і Неймара. При цьому Макілрой обійшов у рейтингу таких відомих спортсменів, як Усейн Болт, Новак Джокович, Льюїс Гамільтон, Криштіану Роналду.